# Effet Chklovski
En astronomie, l'effet Chklovski (orthographié Shklovski en anglais) est le nom donné à la variation de la période apparente d'un pulsar du simple fait de son déplacement dans l'espace, à l'image d'un effet Doppler-Fizeau qui voit la fréquence du son émis par une source varier quand celle-ci passe devant l'observateur. En pratique, la variation de la période du signal émis par un pulsar peut être interprétée comme étant due à une variation de vitesse de celui-ci, c'est-à-dire une accélération. Pour cette raison, le terme d'accélération séculaire est parfois utilisé en lieu et place d'effet Chklovski, donnée en l'honneur de l'astronome russe I. S. Chklovski qui l'a mis en évidence en 1970.

## Calcul de l'effet Chklovski
L'effet Chklovski n'est rien d'autre que le calcul classique de l'effet Doppler en tenant compte du déplacement de la source d'un signal périodique. Il prédit que l'on mesure une variation apparente {\displaystyle {\dot {P}}_{S}} de la période {\displaystyle P} du signal émis par un pulsar donnée par
{\displaystyle {\frac {{\dot {P}}_{S}}{P}}={\frac {v_{\perp }^{2}}{Rc}}},
où R est la distance du pulsar, c la vitesse de la lumière et {\displaystyle v_{\perp }} la norme de la composante de la vitesse perpendiculaire à la direction dans laquelle se trouve le pulsar.

## Ordre de grandeur et mise en évidence
Un pulsar ordinaire est animé d'une vitesse typique de 1 000 km/s et situé à une distance typique de l'ordre de quelques kiloparsecs, l'application numérique donne
{\displaystyle {\frac {P}{{\dot {P}}_{S}}}\sim 2,\!9{\frac {\frac {R}{1\;{\mathrm {kpc} }}}{\left({\frac {v_{\perp }}{1\;000\;{\mathrm {km} }\;{\mathrm {s} }^{-1}}}\right)}}\times 10^{8}\;{\mathrm {ans} }}.
En pratique, un pulsar voit sa rotation ralentir au cours du temps (voir Ralentissement des pulsars), du fait qu'il dissipe de l'énergie électromagnétique du fait de sa rotation, et que cette perte d'énergie est compensée par une perte d'énergie cinétique de rotation. La période réelle d'un pulsar décroît donc au cours du temps d'une quantité {\displaystyle {\dot {P}}_{i}}.
Cette quantité {\displaystyle {\dot {P}}_{i}} permet de calculer l'âge caractéristique {\displaystyle t_{c}} d'un pulsar, qui correspond sous certaines hypothèses  (voir Âge caractéristique), à l'âge réel du pulsar. L'âge caractéristique est donné par
{\displaystyle t_{c}={\frac {1}{2}}{\frac {P}{{\dot {P}}_{i}}}}.
En pratique, on observe la combinaison du ralentissement apparent {\displaystyle {\dot {P}}_{S}} dû à l'effet Schklovski et du ralentissement intrinsèque {\displaystyle {\dot {P}}_{i}} du pulsar, qu'il n'est pas possible de distinguer par la seule observation du ralentissement (réel et apparent) du pulsar. Ainsi, l'âge caractéristique mesuré {\displaystyle t_{m}} est-il
{\displaystyle t_{m}={\frac {1}{2}}{\frac {P}{{\dot {P}}_{i}+{\dot {P}}_{S}}}},
que l'on peut réécrire en 
{\displaystyle t_{m}={\frac {t_{c}}{1+{\frac {{\dot {P}}_{S}}{P}}t_{c}}}}.
En pratique, l'effet Chkolvski bruite la mesure de l'âge caractéristique, mais n'est gênante que dans les cas où l'âge caractéristique est de l'ordre de ou plus grand que l'ordre de grandeur donné ci-dessus. L'effet n'est donc gênant que pour les pulsars suffisamment âgés, ce qui concerne essentiellement les pulsars millisecondes.
L'effet Chklovski peut toutefois être distingué du ralentissement intrinsèque si l'on parvient à mesurer la vitesse transverse du pulsar et sa distance. La distance peut être mesurée soit directement par parallaxe ou parallaxe chronométrique, soit indirectement par la mesure de dispersion ou l'absorption HI. La vitesse se déduit alors par la mesure du mouvement propre du pulsar, c'est-à-dire son déplacement sur la sphère céleste. Dans les deux cas, il est préférable que le pulsar soit proche, de façon que les effets de parallaxe et le mouvement propre soient importants. Pour le pulsar PSR B1133+16, il a ainsi pu être mis en évidence que l'effet Chklovski était responsable de 5 % environ du ralentissement observé. Il est possible que pour des pulsars millisecondes, il soit la contribution dominante de celui-ci.
Une autre situation où l'effet Chklovski est plus facile à mettre en évidence est celui où la période du phénomène observé n'a pas de raison de varier au cours du temps. C'est par exemple le cas pour la période orbitale d'un système binaire. Celle-ci peut être amenée à décroître du fait de l'émission de rayonnement gravitationnel (comme pour le pulsar binaire PSR B1913+16), mais une augmentation de celle-ci peut révéler l'effet Chklovski à l'œuvre. PSR J0437-4715, un pulsar binaire, est le premier dont les paramètres ont pu être mesurés avec suffisamment de précision pour qu'il eût pu être établi que le ralentissement de sa période orbitale était entièrement due à l'effet Chklovski.

## Accélération des pulsars
La formule exacte de l'effet Chklovski est en réalité (voir démonstration ci-dessus)
{\displaystyle {\frac {\dot {P}}{P}}={\frac {\ddot {R}}{c}}},
où intervient la dérivée seconde de la distance R au pulsar. Quand le pulsar ne se déplace pas le long de la ligne de visée, un mouvement rectiligne uniforme donne lieu à une dérivée seconde de la distance. Cependant, il est aussi possible que cette dérivée seconde soit non nulle si le pulsar accélère. Celle-ci peut du reste être explicitement être mise en évidence si le pulsar accélère vers l'observateur, auquel cas la quantité {\displaystyle {\dot {P}}/P} est négative, et ne peut correspondre à un ralentissement intrinsèque. Ceci se produit pour des pulsars situés dans des puits de potentiel marqués comme des amas globulaires, quand le pulsar est approximativement situé dans l'alignement de l'observateur et du centre du puits, et derrière celui-ci. Ces conditions sont réunies pour les deux pulsars PSR B2127+11A et PSR B2127+11D situés dans l'amas M15 qui présentent chacun un {\displaystyle {\dot {P}}/P} de l'ordre de -2,0×10-16 s-1.

## Référence
- (en) Andrew G. Lyne et Francis Graham Smith, Pulsar astronomy, Cambridge University Press, 1998, 2e éd., 264 p. (ISBN 0-521-59413-8), page 55.

## Note
1. ↑  I. S. Shklovski, Possible causes of secular increase in pulsar period, Soviet Astronomy, 13, 562 (1970) Voir en ligne.
2. ↑  Voir (en) Jon F. Bell et al., The proper motion and wind nebula of the nearby millisecond pulsar J0437-4715, The Astrophysical Journal, 440, L81-L83 (1995) Voir en ligne ; (en) S. M. Kopeikin, Proper motion of binary pulsars as a source of secular variation of orbital parameters, The Astrophysical Journal, 467, L93-L95 (1996) Voir en ligne.